# ライスベルト

ライスベルト

ライスベルト（Rice Belt）はアメリカ合衆国の地域の呼称の1つ。

アメリカ国内の米収穫高の大部分を占める南部4州（アーカンソー州、テキサス州、ミシシッピ州、ルイジアナ州）を指す。同様にトウモロコシの国内生産の大部分を占める中西部は「コーンベルト」と呼ばれている。
アメリカ国内においてアーカンソー州が最も米の生産量が多く、カリフォルニア州、ルイジアナ州、ミシシッピ州、テキサス州、ミズーリ州と続く。ちなみにカリフォルニア、ミズーリ両州はライスベルトに含まれない。